# Mellem himmel og jord (film)
|  | Denne artikel er oprettet af botten PalnaBot ud fra en ekstern database. Den kan derfor have sproglige fejl eller mangler. Denne skabelon kan fjernes efter kontrol af indholdet. |

 For alternative betydninger, se Mellem himmel og jord. (Se også artikler, som begynder med Mellem himmel og jord)
Mellem himmel og jord er en film instrueret af Franz Ernst efter manuskript af Franz Ernst.

## Handling
Filmen beskriver et eksperiment med astrologien og dens troværdighed. Tre astrologer har sagt ja til at deltage i et forsøg. De har lagt horoskopet for en kvinde, der er ukendt for dem. De kender heller ikke hinanden. Alene ud fra horoskopet fortæller de om kvinden og begivenhederne i hendes tilværelse. Parallelt hermed genoplever kvinden de afgørende scener fra sit omskiftelige og begivenhedsrige liv på de steder, hvor tingene foregik.